# Pruébamelo
«Pruébamelo» es una canción de la cantante mexicana Gloria Trevi. Escrita en letra y música por Trevi y el también productor de la canción, Armando Ávila de la Fuente, es el tercer sencillo desprendido de su séptimo álbum de estudio, Una rosa blu (2007). Pruébamelo fue estrenado en radio el 14 de julio de 2008 en México bajo la promoción de Universal Music Group.

## Información de la canción
Pruébamelo sería el primer sencillo de Una rosa blu, de acuerdo a la discográfica Univision Music quien editó inicialmente el álbum a fines de 2007. Sin embargo, Trevi apostó por Psicofonía como primer corte del álbum. Tras el éxito en radio de Cinco minutos, los directivos de su actual compañía, Universal Music Group, escogieron Pruébamelo como el tercer sencillo de la producción dejando a un lado las posibles canciones que la artista había revelado como posibles sencillos: Doña pudor y Lo que te toca, una participación especial con Olga Tañón.
Gloria presentó Pruébamelo por primera vez en televisión a nivel nacional durante la emisión en directo del programa Muévete el 17 de julio de 2008.
La cantante dedicó el tema a las jóvenes que han pasado la difícil experiencia de la prueba de amor, refiriéndose a la virginidad, un asunto que había tratado en su segundo larga duración, Tu ángel de la guarda (1991), con la canción Virgen de las vírgenes.

## Promoción y recepción
A menos de un mes de haberse lanzado como sencillo, durante la segunda semana de agosto de 2008, se colocó entre los veinte temas más tocados, de acuerdo a la revista Monitor Latino. A su vez, en la última semana de septiembre de 2008, accedió al Top 10 del conteo a nivel nacional. Al mes siguiente, Pruébamelo se colocó entre los cinco primeros lugares de popularidad. 
Al igual que Cinco minutos, el sencillo anterior, logró posicionarse dentro de las radios mexicanas más importantes, tales como Los 40 Principales y EXA FM. Además, comandó la lista de Los 10 Primeros (Televisa), lista que recoge los datos de cincuenta países, durante dos semanas consecutivas con el videoclip del sencillo. Asmismo, se colocó en el primer lugar en la lista de videos de TV Azteca. Pruébamelo también sonó en las Islas Canarias a través de la cadena Los 40 Principales, la más importante de España.

## Videoclip
El video musical de Pruébamelo fue filmado en una exclusiva discoteca de la Ciudad de México, "Hyde", por el productor y director del mismo, Pedro Torres. 
Pruébamelo contó con una gran producción, convirtiéndose en el videoclip de Gloria Trevi con más presupuesto de su carrera, gracias al apoyo de la marca de relojes "Nivada" y del tequila "Cuervo". Universal censuró una escena del video en donde una modelo entra al baño de hombres, se desviste y se besa con un hombre. La escena fue reemplazada, dado que, según argumentó la disquera, Gloria tiene un público infantil. Aunque se tenían previsto más cambios de vestuario para Gloria, en el video se muestran sólo tres diseños. Trevi hace mención al título del tema en cuatro ocasiones: pruébamelo, con la mente, con lo material, con el corazón, etc. 
A las pocas semanas de su estreno en el programa Sin Reservas de Ritmoson Latino, el video debutó en la octava casilla del programa Los 10 Primeros, siendo de los pocos que no entraron directo al más bajo, el número 10.
En este vídeo se contó con la participación de la actriz Sara Maldonado.

## Versiones oficiales
CD Promocional
1. Pruébamelo - 3:15 (Gloria Treviño/Armando Ávila de la Fuente)

Otras versiones
- Pruébamelo (Versión Original) - 3:16 (Gloria Treviño/Armando Ávila de la Fuente)
- Pruébamelo (Alex Acosta Club Mix) - 6:01 (Gloria Treviño/Armando Ávila de la Fuente)
- Pruébamelo (Alex Acosta Vocal Club Mix) - 3:26 (Gloria Treviño/Armando Ávila de la Fuente)
- Pruébamelo (Tribal Master Lujan Remix) - 3:52 (Gloria Treviño/Armando Ávila de la Fuente)
- Pruébamelo (Tribal Mix Dj Juanjo) - 4:22 (Gloria Treviño/Armando Ávila de la Fuente)